# Tillamook Bay

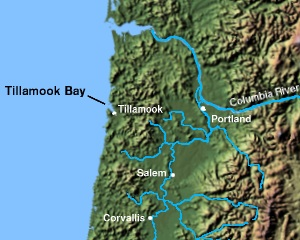
Tillamook Bay en la costa de Oregón

Tilamook Bay es una pequeña bahía de entrada en el Océano Pacífico, aproximadamente de 10 km de largo y 3 km de amplio, en la costa nor-oeste del estado de Oregón, en los Estados Unidos.
Está a unos 120 km de Portland.